# Astesano di Asti
Astesano di Asti (Asti, ... – Asti, 1330 circa) è stato un giurista, teologo e francescano italiano.

## Biografia
La sua opera principale si intitola Summa de casibus conscientiae un'opera confessionale redatta intorno al 1317 consistente in 8 libri (I, De divinis preceptis. II, De virtutibus et viciis. III, De contractibus et voluntatibus ultimis. IV, De sacramentis in communi et in speciali de baptismo, de confirmatione, de eucaristia. V, De penitentia et unctione extrema. VI, De ordinis sacramento. VII, De censura ecclesiastica. VIII, De matrimonio.) e 3 indici (uno per le Decretali, il secondo di tutte le rubriche citate del Corpus iuris canonici e del Corpus iuris civilis, il terzo alfabetico per materia). L'opera è dedicata al cardinale Giovanni Gaetano Orsini.
Spesso è detta anche Summa Astesana. L'opera è stata stampata per la prima volta a Strasburgo alla fine del 1460 da Johannes Mentelin. Sono seguite varie ristampe tra cui quella di Lione (1519) e di Roma (1728-30).
Il titolo 41 dell'VIII libro intitolata De significatione verborum è l'unico vocabolario giuridico non anonimo tra quelli prodotti dalle scuole del basso Medioevo e contiene riferimenti sugli usi legali dell'epoca sia per quanto riguarda il diritto civile che canonico. 
I 47 canoni penitenziali che formano il tit. 32 del V libro (Canones penitentiales) ebbero una fortuna del tutto particolare e furono spesso ristampati in appendice ad altre opere giuridiche.

## Opere
- Summa de casibus conscientiae stampata da Johann Mentelin, a Strasburgo, entro il 1469